# Diego Espinosa y Arévalo

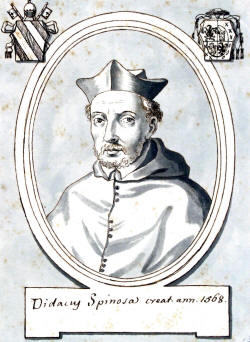
Portret van kardinaal Diego de Espinosa

Diego Espinosa y Arévalo (Segovia, september 1502 - Madrid, 5 september 1572) was een Spaanse kardinaal en een belangrijke vertrouweling van koning Filips II van Spanje.

## Leven
Diego was afkomstig uit een adellijke, maar verarmde familie. Aan de universiteit van Salamanca studeerde hij af in privaat en kerkelijk recht. Als rechter in de Audiencia van Sevilla, maakte hij indruk op de jezuïet Franciscus Borgia, een van de leidende figuren van de contrareformatie, die hem bij Filips II aanbeval als 'een persoon van grote geleerdheid, deugd en voorzichtigheid', een hoog ambt waardig. 'In 1565 was Espinoza 'van heel Spanje de man [geworden] in wie de koning het meeste vertrouwen had en met wie hij het  meest bespreekt, betreffende Spanje en buitenlandse zaken' en 'alles - heilig en niet-kerkelijk, wereldlijk en spiritueel - gaat via zijn handen'. Kort gezegd, zoals een verbaasde ambassadeur opmerkte, had Filips Espinoza gemaakt tot 'nog een koning aan dit hof.'
Hij werd pas in 1564 tot priester gewijd, waarna hij op verzoek van de Spaanse koning in 1566 tot inquisiteur van Spanje werd benoemd.
Door  de problemen in de Nederlanden besloot Filips II zelf naar het gebied af te reizen, waarbij hij Espinosa aanstelde als regent van het koninkrijk. Om meer waardigheid aan het ambt te geven diende de Spaanse koning een verzoek in bij paus Pius V om Diego tot kardinaal te wijden. De paus honoreerde het verzoek en de wijding vond op 24 maart 1568 plaats.
Hij speelde een belangrijke rol in het mysterie rond Carlos van Spanje, zoon van Filips II, die getracht had Don Juan van Oostenrijk te vermoorden.
Na een korte ziekte overleed hij in 1572 op 70-jarige leeftijd.